# Кабалевский, Клавдий Егорович
Клавдий Егорович Кабалевский (1844, Харьковская губерния — 1915) — военный инженер, генерал-лейтенант (артиллерия), первый руководитель Луганского патронного завода (29 марта 1895 — 1906); член Артиллерийского комитета Главного артиллерийского управления.
Дед советского композитора Дмитрия Кабалевского.

## Биография

### Ранние годы
Родился 18 (30) марта 1844 года в Харьковской губернии. Его отец — Егор Егорович Кабалевский (1801—1868) — предположительно был военным и имел отношение к сапёрному делу. Его брат — полковник Георгий Егорович Кабалевский, родившийся около 1840 года, и имевший сына — Владимира; сестра — Анна (1850—1884).
Учился в Петровском Полтавском кадетском корпусе (1862); 22 июня 1862 года поступил на службу. В чине унтер-офицера поступил в 1863 году в Михайловское артиллерийское училище; 12 июня 1863 года получил чин подпоручика, 25 августа 1865 года — поручика, 29 августа 1867 года — штабс-капитана и тогда же был переименован в поручики гвардии. В 1869 году по первому разряду окончил курс Михайловской артиллерийской академии в Санкт-Петербурге.
Проходил службу в разных артиллерийских подразделениях, Брянском арсенале; с 28 марта 1871 года — штабс-капитан гвардии. В 1873 году поступил на Петербургский патронный завод Главного артиллерийского управления, где проходил службу помощником начальника снаряжательного отдела, а следом начальник снаряжательного отдела; с 30 августа 1875 года — капитан гвардии, с 8 марта 1884 года — полковник.

### Луганский патронный завод
12 октября 1892 года последовало Высочайшее соизволение, утверждённое Александром III — недействующий Луганский литейный завод со всем движимым и недвижимым имуществом передать из Горного в Военное ведомство.
Во исполнение высочайшего указа 4 июня 1893 года в Луганск в качестве председателя хозяйственно-строительной комиссии для постройки Луганского патронного завода был командирован полковник артиллерии Клавдий Егорович Кабалевский. Для хорошо обеспеченной родни, проживавшей в прекрасном доме в Санкт-Петербурге, отъезд главы семейства поначалу показался полной катастрофой. Между тем очень быстро и супруга, и трое их детей-студентов (дочь — курсистка Смольного института благородных девиц и двое сыновей — воспитанники военного училища) смирились с волей судьбы и на семейном совете постановили: ехать Клавдию Егоровичу по назначению.
29 марта 1895 года К. Е. Кабалевскому был присвоен чин генерал-майора и он был назначен начальником Луганского патронного завода. Новое предприятие было торжественно открыто в день рождения императора Николая II 6 мая 1895 года. В произнесённой речи Кабалевский указал на значимость построенного предприятия:
Истратив щедро отпущенные нам два миллиона рублей из государственной казны, мы построили на месте старика литейного по существу новый завод, установили на нем более четырехсот новейших станков, котлов, паровых двигателей и динамо-машин, закупленных в Англии, Франции, Германии, а также произведенных на многих заводах нашего Отечества. Нахожу нужным сказать, что матушка Русь еще никогда в своей истории не имела промышленного предприятия столь совершенной технологической оснащенности, впервые в России работающего на электрической тяге.
В 1897 году Кабалевский удостоился особого Монаршего благоволения>. С 1895 года состоял членом Артиллерийского комитета Главного артиллерийского управления.
Завод стал градообразующим предприятием для посёлка Луганский завод. Поэтому на руководителе предприятия лежала забота о развитии и обустройстве населённого пункта. Кроме участия в строительстве и благоустройстве за время работы Кабалевского в феврале 1906 года в посёлке была открыта школа для детей мастеров завода.

### Отставка
Последний приказ № 274 был издан Кабалевским 6 октября 1906 года; 24 октября ему присвоили чин генерал-лейтенанта и уволили со службы «с мундиром и пенсией». Кроме того, за строительство Луганского патронного завода Кабалевский был удостоен потомственного дворянства.
После выхода в отставку Клавдий Кабалевский с семьёй возвратился в Санкт-Петербург, где и прожил до смерти.
В самом Луганске в 1907 году в честь Кабалевского в Луганском городском училище учредил специальную стипендию, в Положении о которой было записано:
В память службы строителя и первого начальника Луганского патронного завода Генерал-лейтенанта Клавдия Егоровича Кабалевсого учреждается при Луганском городском училище одна стипендия его имени на проценты от капитала в триста рублей, собранного рабочими, работницами, мастеровыми и служащими Луганского патронного завода и Патронной Поверочной Комиссии.
Проценты от собранного капитала должны были идти на оплату обучения ребёнка из беднейшей семьи рабочего и служащего завода, а если он обучался бесплатно — то на приобретения необходимых учебных пособий и одежды.
Скончался 26 июля 1915 года[по какому календарю?].

## Награды
- орден Св. Анны 3-й ст. (1872)
- орден Св. Владимира 4-й ст. (1881)
- орден Св. Станислава 2-й ст. (1886)
- орден Св. Анны 2-й ст. (1891)
- орден Св. Владимира 3-й ст. (1898)
- орден Св. Станислава 1-й ст. (1902)

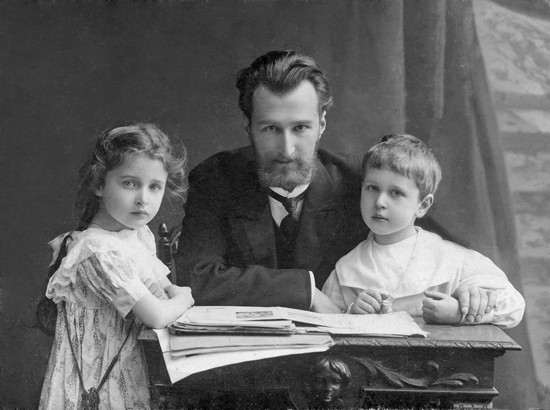
Борис Клавдиевич Кабалевский с сыном Дмитрием и дочерью Еленой. Санкт-Петербург, 1909 год

- орден Св. Анны 1-й ст. (1906)

## Семья
Был женат с 27 апреля 1874 года на дочери майора Антонине Николаевне Кулябко. Их дети:
- Антонина (1875—1943), в замужестве Герасимова. На 1893 год — воспитанница Смольного института благородных девиц[2][4].
- Борис (27.02.1877 — 1939), математик; служил в страховом бюро; был похоронен в Москве в Новодевичьем монастыре (5-й уч.)[8]; был женат на Кабалевской (урожд.  Надежде Александровне Новицкой. Их дети: Елена, в замужестве — Флоринская (1903—1994) и композитор Дмитрий Борисович Кабалевский (1904—1987)[2].
- Виктор (29.03.1883[9]—1914), офицер[1]
- Галя (26.02.1886—13.09.1896)[10]